# Плосконосые плавунчики
Плаву́нчики (лат. Phalaropus) — род из трёх видов птиц малого и среднего размера из семейства бекасовые (Scolopacidae). Род включает виды, живущие в тундре на берегах водоёмов.

## Характеристики
Эти птицы характеризуются следующими особенностями:
- У птиц имеются кожистые лопасти на пальцах, которые облегчают плавание
- Сильный возрастной и сезонный диморфизм, а также значительный половой диморфизм
- Самки ярче окрашены и оставляют самца после откладки яиц. Самцы высиживают яйца и заботятся о потомстве.
- Птицы ищут питание на суше и в воде.

## Виды
Международный союз орнитологов относит к роду три вида:
- Phalaropus fulicarius (Linnaeus, 1758) — Плосконосый плавунчик — запад Канады и запад США.
- Phalaropus lobatus (Linnaeus, 1758) — Круглоносый плавунчик — Арктические регионы Северной Америки и Евразии
- Phalaropus tricolor (Vieillot, 1819) — Трёхцветный плавунчик — Арктические регионы Северной Америки и Евразии